# Il nuovissimo mondo
Il nuovissimo mondo è il secondo album in studio di Bologna Violenta, alias Nicola Manzan, polistrumentista italiano, pubblicato il 21 gennaio 2010 per l'etichetta Bar La Muerte.

## Tracce
1. Il nuovissimo mondo – 1:27
2. Morte – 0:25
3. Trapianti giapponesi – 2:12
4. Danze cecene – 1:05
5. El Grindo – 0:46
6. Un virus terrificante – 0:33
7. Le regine delle riviste porno – 0:29
8. Il sommo fallo – 0:44
9. Maledetta del demonio – 0:43
10. Chirurgia sociale – 0:56
11. Nudo e crudele – 1:33
12. Blue Song – 2:32
13. La donna nel mondo – 1:22
14. Mondo militia – 1:35
15. Il trionfo della morte – 1:21
16. La mattanza – 0:53
17. Il declino della musica contemporanea – 0:49
18. Un Paese pietoso – 0:40
19. Stronzi – 0:26
20. Una buona cosa – 0:51
21. Sono diventati tutti mostri – 0:58
22. Pistola e dare ordini – 1:22
23. L'uomo: ultimo atto? – 1:17

## Formazione
- Nicola Manzan - chitarre, violino, sintetizzatori, drum machine